# Вулиця Степана Чарнецького (Тернопіль)
Вулиця Степана Чарнецького — вулиця в мікрорайоні «Старий парк» міста Тернополя. Названа на честь українського поета і театрального діяча Степана Чарнецького.

## Відомості
Розпочинається від вулиці Михайла Коцюбинського, пролягає на схід, згодом — на південь, перетинаючись з вулицями Підгородня та Квітки Цісик до вулиці Михайла Рудницького, де і закінчується. На вулиці розташовані переважно приватні будинки. Дотична вулиця одна — лівобічна — Марка Вовчка.

## Транспорт
Рух вулицею — двосторонній, наприкінці вулиці — односторонній (лише в південному напрямку), дорожнє покриття — асфальт. Громадський транспорт по вулиці не курсує, найближчі зупинки знаходяться на проспекті Степана Бандери та вулиці Веселій.